# Conops
Conops es un género de moscas de la familia Conopidae. La larva parasita a las abejas, especialmente a los abejorros. El adulto se alimenta de néctar.

## Especies
- Subgénero Conops Linnaeus, 1761
  - C. ceriaeformis Meigen, 1824
  - C. flavicaudus (Bigot, 1880)
  - C. flavipes Linnaeus, 1758
  - C. maculatus Macquart, 1834
  - C. quadrifasciatus De Geer, 1776
  - C. rufiventris Macquart, 1849
  - C. silaceus Wiedemann in Meigen, 1824
  - C. scutellatus Meigen, 1804
  - C. strigatus Wiedemann in Meigen, 1824
  - C. vesicularis Linnaeus, 1761
  - C. vitellinus Loew, 1847
- Subgénero Asiconops Chen, 1939
  - C. elegans Meigen, 1824
  - C. flavifrons Meigen, 1824
  - C. insignis Loew, 1848
  - C. longiventris Kröber, 1916
  - C. weinbergae Camras & Chvála, 1984

(Lista incompleta)